# As-Safija
As-Safija – miejscowość w Egipcie, w muhafazie Kafr asz-Szajch. W 2006 roku liczyła 15 373 mieszkańców.